# سینه‌بینیان
سینه‌بینیان (نام علمی: Sternorrhyncha) نام یک زیرراسته از راسته نیم‌بالان است.